# Чифенг
Чифенг (赤峰) град је Кини у покрајини Унутрашња Монголија. Према процени из 2009. у граду је живело 381.345 становника.

## Становништво
Према процени, у граду је 2009. живело 381.345 становника.
| 1990.   | 2000.   | 2009    |
| ------- | ------- | ------- |
| 216.241 | 300.371 | 381.345 |